# 榆次专区
榆次专区，山西省已撤消的专区。
1949年置。在今山西省中部。辖榆次、平定、盂县、寿阳、祁县、太谷、介休、灵石、平遥、昔阳、和顺、左权、榆社等县及阳泉工矿区。专员公署驻榆次县（今晋中市榆次区）。
1951年汾阳专区撤销，所辖汾阳、文水、孝义、交城、清源、徐沟等县并入；阳泉工矿区撤销，改设阳泉市（地级）。
1952年临县、方山、离石、中阳四县划入；清源、徐沟合并设清徐县。1954年离石、方山两县合并为离山县。
1958年改名晋中专区。